# Бобо (народ)
Бо́бо — народ, проживающий в Буркина-Фасо (600 тысяч человек), а также Мали (220 тысяч человек) и Кот-д’Ивуаре (100 тысяч человек). Общая численность 920 тыс. человек. Говорят на языке бобо группы манде нигеро-конголезской семьи. Многие бобо говорят на дьюла́ или на марка-дафин в качестве второго языка(Народы и религии мира 1998).

## Занятия
Основное занятие — земледелие с применением севооборота, в небольших масштабах — орошения. Выращивают сорго, просо и другие культуры. Скотоводство развито слабо (разводят незначительное кол-во крупного рогатого скота и др.).

## Жилище
Дома бобо двухэтажные, прямоугольной формы, с вынесенной наружу или приставной лестницей, часто с террасой; пол, под которым хоронят уважаемых членов семьи, часто ниже уровня земли. Жилище большой семьи представляет собой несколько беспорядочно расположенных строений (Народы и религии мира, 1998).

## Религия
Бобо придерживаются традиционных верований, часть — христиане-католики. Субэтническая группа зара (живут в Бобо-Диуласо) — мусульмане-сунниты (Народы и религии мира, 1998).

## Общество
Семьи бобо обычно большие, формируются на основе патрилинейной родственной структуры с элементами матрилинейности (сын сестры наследует скот, оружие, одежду); брак патрилокальный, распространен кросскузенный брак, при организации которого важную роль играет брат матери. Бобо объединяются в большие родственные группы — кланы, члены которых объединены общими тотемическими запретами (Народы и религии мира, 1998). Распространено многожёнство, практикуется брак вдовы и брата её умершего мужа, а также принудительный брак с мужем её бесплодной или умершей сестры. Однако общественная структура отличается относительным равноправием (Всемирный энциклопедический словарь 2004: 141).